# Love Somebody Today
Albums de Sister Sledge
We Are Family
(1979) All American Girls (en)
(1981)
Singles
1. Got to Love Somebody
Sortie : 18 décembre 1979
2. Reach Your Peak
Sortie : mars 1980
3. Let's Go on Vacation
Sortie : juin 1980

Love Somebody Today est le quatrième album studio du groupe américain Sister Sledge, sorti le 11 février 1980, chez Cotillion Records. Il est écrit et réalisé par Nile Rodgers et Bernard Edwards du groupe Chic. 
L'album contient les singles Got to Love Somebody, Reach Your Peak et Let's Go on Vacation.

## Sortie et historique
Comme l'album à succès de Sister Sledge We Are Family sorti l'année précédente, Love Somebody Today a été à la fois écrite et produite par Nile Rodgers et Bernard Edwards du groupe Chic. 
Trois singles de l'album sont sortis en single. Le premier fut Got to Love Somebody sorti en décembre 1979, qui atteint, aux États-Unis, la 64e place du palmarès Hot 100 et la sixième place du classement Hot Soul Singles. En mars 1980, le deuxième single Reach Your Peak est sorti ; ce single culmine à la 101e place dans le classement pop américain, n'atteignant pas le Hot 100, et la 21e du classement Soul. Let's Go on Vacation, le dernier single sorti s'est classé à la 63e place du palmarès Hot Soul Singles. Let's Go on Vacation sera par la suite ajoutée à la bande originale du film Soup for One en 1982.
Love Somebody Today était l'un des quatre albums à être écrit et produit par Edwards et Rodgers en 1980, les trois autres étant King of the World de Sheila et B. Devotion, comprenant le succès Spacer, le quatrième album studio de Chic Real People et l'album Diana de Diana Ross qui comprend entre autres Upside Down et I'm Coming Out. 
Love Somebody Today a été remastérisé numériquement et édité pour la première fois en CD en 1995 par Rhino Records. En 2017, l'album a été réédité et remastérisé en vinyle 180 grammes par le label Music on Vinyl.

## Liste des titres
Toutes les chansons sont écrites et composées par Bernard Edwards et Nile Rodgers..
| A1. | Got to Love Somebody | 6:53 |
| A2. | You Fooled Around    | 4:28 |
| A3. | I'm a Good Girl      | 4:11 |
| A4. | Easy Street          | 4:34 |

| Face B | Face B               | Face B | Face B | Face B | Face B | Face B | Face B | Face B | Face B |
| No     | Titre                | Durée  |        |        |        |        |        |        |        |
| ------ | -------------------- | ------ | ------ | ------ | ------ | ------ | ------ | ------ | ------ |
| B1.    | Reach Your Peak      | 4:55   |        |        |        |        |        |        |        |
| B2.    | Pretty Baby          | 4:03   |        |        |        |        |        |        |        |
| B3.    | How to Love          | 4:32   |        |        |        |        |        |        |        |
| B4.    | Let's Go on Vacation | 5:08   |        |        |        |        |        |        |        |
| 38:44  |                      |        |        |        |        |        |        |        |        |

## Crédits
Crédits provenant de Discogs.
| Musiciens - Kathy Sledge – voix principale - Joni Sledge – voix principale - Kim Sledge – voix principale - Debbie Sledge – voix principale - Alfa Anderson – chœurs - Michelle Cobbs – chœurs - Luci Martin – chœurs - Fonzi Thornton – chœurs - Nile Rodgers – guitare - Raymond Jones – keyboards, piano électrique Fender Rhodes - Andy Schwartz – claviers, piano électrique Fender Rhodes - Robert Sabino (en) – piano, clavinet Hohner - Bernard Edwards – guitare basse - Tony Thompson – batteries - Sammy Figueroa (en) – percussion - Eddie Daniels – saxophone - Meco Monardo (en) – saxophone ténor - Jon Faddis – trompette - Ellen Seeling – trompette - Bob Milliken – trombone - The Chic Strings : - Marianne Carroll – cordes - Cheryl Hong – cordes - Karen Milne – cordes - Gene Orloff – premier violon | Production - Bernard Edwards – réalisateur pour Chic Organization Ltd. - Nile Rodgers – réalisateur pour Chic Organization Ltd. - Bob Clearmountain – ingénieur du son - Bill Scheniman – ingénieur du son - Larry Alexander – ingénieur du son - Garry Rindfuss – ingénieur du son adjoint - Jeff Hendrickson – ingénieur du son adjoint - Peter Robbins – ingénieur du son adjoint - Ray Willard – ingénieur du son adjoint - Joe Gastwirt – mastérisation Toutes les chansons sont enregistrées et mixées au studio Power Station à New York. |

## Classements hebdomadaires
| Classement (1980)                   | Meilleure position |
| ----------------------------------- | ------------------ |
| États-Unis (Billboard 200)          | 31                 |
| États-Unis (Top R&B/Hip-Hop Albums) | 7                  |
| Suède (Sverigetopplistan)           | 23                 |